# Незламність (поїзд)
«Незламність» — нічний швидкий поїзд № 104/103 з групою фірмових вагонів 2-го класу Південної залізниці сполученням Львів — Київ — Краматорськ. Протяжність маршруту складала 1276 км.
На поїзд є можливість придбати електронний квиток.

## Історія
16 лютого 2023 року о 11:45 з Ужгорода до Краматорська вирушив «Поїзд єднання», який провіз Державний Прапор України через 9 областей країни, на всіх зупинках на маршруті руху поїзда на прапорі зустрічаючі залишали підписи зі словами підтримки та єднання України. Зворотньо поїзд відправився до Львова 17 лютого.
8 квітня 2023 року поїзд відновили на регулярній основі.
15 грудня 2024 року поїзд отримав назву «Незламність».

## Інформація про курсування
Поїзд курсує цілий рік. На маршруті руху зупинявся на 14 проміжних станціях.
| Розклад руху поїзда «Незламність» № 104/103 на 2023/2024 роки (з 15.12.2024) |                  |             |              |                  |
| Час прибуття                                                                 | Час відправлення | Станція     | Час прибуття | Час відправлення |
| —                                                                            | 18:52            | Львів       | 11:21        | —                |
| 15:14                                                                        | —                | Краматорськ | —            | 16:03            |

Актуальний розклад руху вказано у розділі «Розклад руху призначених поїздів» на офіційному вебсайті «Укрзалізниці».

## Склад поїзда
Поїзд формується у вагонному депо станції Харків і знаходиться у спільному обігу з поїздом № 22/21 «Вечірні зорі» сполученням Львів — Харків.
Поїзду зазвичай була встановлена схема з 8 фірмових вагонів різних класів комфортності:
- 1 СВ;
- 7 купейних[6].

Склад поїзда може відрізнятися від наведеної в залежності від сезону (зима, літо). Актуальну схему на конкретну дату можна подивитися в розділі «Онлайн-резервування та придбання квитків» на офіційному вебсайті «Укрзалізниці».